# Schleibnitz

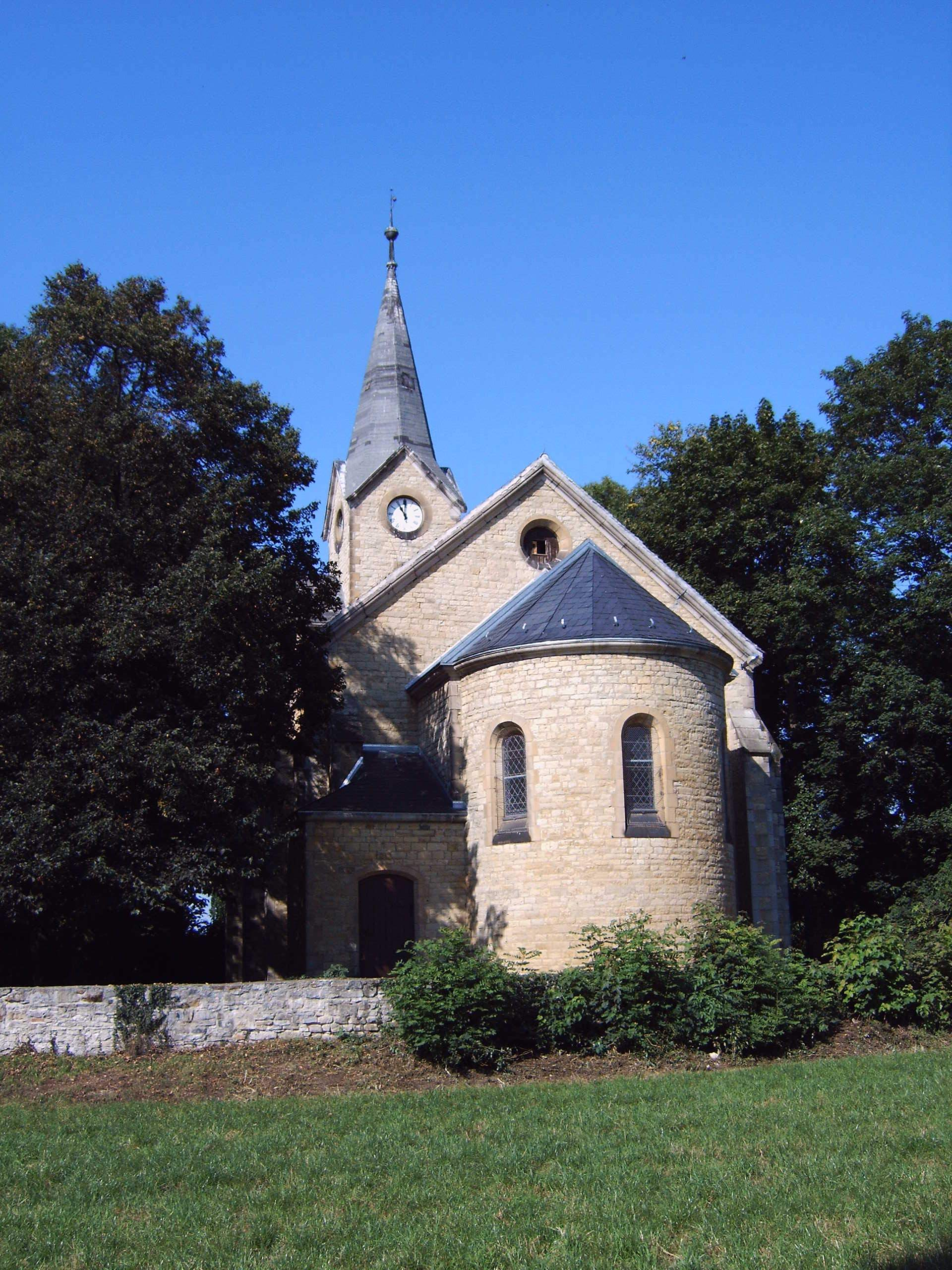
Sankt-Stephanus-Kirche in Schleibnitz

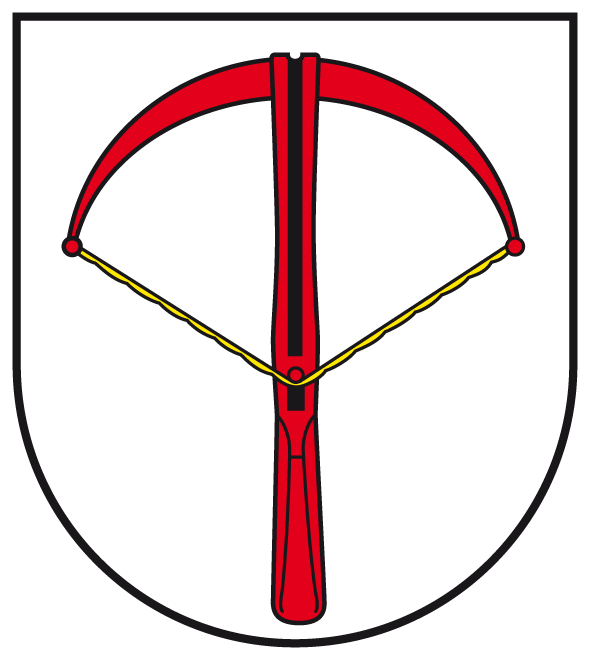
Wappen von Schleibnitz

Schleibnitz ist ein Ortsteil der Stadt Wanzleben-Börde im Landkreis Börde in Sachsen-Anhalt.

## Geographie
Das in einer Höhe von 108 Metern über Normalnull in der Magdeburger Börde gelegene Dorf, war bis 1950 eine selbständige Gemeinde und wurde am 1. Juli 1950 nach Wanzleben eingemeindet. Nördlich des Ortes entspringt die Schleibnitzer Seerenne, die den Ort in West-Ost-Richtung durchquert und sich später mit anderen Bächen zur Sülze vereint.

## Geschichte
Schleibnitz ist eine slawische Gründung mit Namen Slevenitze, das heißt Schlehendorf, Pflaumendorf. Es lag früher an einer anderen Stelle, etwas südlicher. Seit wann es an der heutigen Stelle steht, ist nicht bekannt.
1889 erfolgte der Bau der evangelischen Sankt-Stephanus-Kirche. Ebenfalls im 19. Jahrhundert entstand die Bockwindmühle Schleibnitz. Die Einwohnerzahl betrug 1910 552 Menschen. 1933 wurden noch 530, 1939 nur noch 510 Einwohner gezählt.
Am 20. Juli 1950 wurde Schleibnitz nach Wanzleben eingemeindet.
Der Ort liegt an der L 50 zwischen Magdeburg und Wanzleben. Nach 2003 wurde südlich des Ortes eine 2,4 km lange Ortsumgehung gebaut.

## Politik

### Wappen
Das Wappen wurde am 25. November 1938 durch den Oberpräsidenten der Provinz Sachsen verliehen.
Blasonierung: „In Silber eine rote gespannte Armbrust mit goldener Sehne.“
Eine Armbrust wurde schon um 1800 in einem alten Schleibnitzer Siegel geführt, allerdings mit schlaffer Sehne. Die goldene gespannte Sehne im neuen Wappen ist Symbol des 20. Jh. Das Wappen wurde von dem in Osterweddingen lebenden Grafiker Willy Kluge gestaltet.

## Persönlichkeiten
- Rudolf Otto Caesar (* 20. November 1840; † 24. November 1925 in Altona), Eisenbahn-Bauingenieur und preußischer Baubeamter (Geheimer Oberbaurat), wurde geboren als fünftes von sieben Kindern des aus Gerbstedt stammenden Schleibnitzer Pfarrers Julius Gustav Caesar und der Berta Emilie Luise Grotjan aus Westeregeln.
- Adolf Heitmann (* 1858, † 16. Dezember 1946 in Schleibnitz), Schriftsteller und Pädagoge, wurde 1914 als Lehrer nach Schleibnitz versetzt und blieb hier auch nach seiner 1923 erfolgten Pensionierung.
- Gustav Grabau (* 16. November 1888 in Schleibnitz, † 4. Juni 1977 in Bremen), deutscher Politiker und Abgeordneter
- Rainer Schedlinski (* 11. November 1956; † 6. September 2019 in Berlin), deutscher Lyriker und Essayist, wuchs in Schleibnitz als Sohn des LPG-Vorsitzenden auf.